# Epidendrum platyotis
Epidendrum platyotis är en orkidéart som beskrevs av Heinrich Gustav Reichenbach. Epidendrum platyotis ingår i släktet Epidendrum och familjen orkidéer. Inga underarter finns listade i Catalogue of Life.